# Rhytidoponera aciculata
Rhytidoponera aciculata é uma espécie de formiga do gênero Rhytidoponera.